# Хэммет (фильм)
«Хэммет» (англ. Hammett) — американский детективный фильм 1982 года, снятый Вимом Вендерсом и исполнительным продюсером Фрэнсисом Фордом Копполой в стиле неонуар. Сценарий написан по одноимённому роману Джо Горса Россом Томасом и Деннисом О’Флаэрти.

## Сюжет
Вымышленная биография знаменитого писателя Дэшила Хэмметта, стилизованная под детективы, вышедшие из-под его пера.

## В ролях
- Фредерик Форрест — Хэммет
- Питер Бойл — Джимми Райан
- Мэрилу Хеннер — Кит Конджер / Сью Алабама
- Рой Киннир — Хагедорн
- Элайша Кук — таксист Элай
- Лидия Леи — Кристал Лин
- Джек Нэнс — Гэри Солт
- Р. Дж. Армстронг — лейтенант О’Мара
- Ричард Брэдфорд — детектив Брэдфорд
- Майкл Чоу — Фонг
- Сильвия Сидни — Дональдина Кэмерон
- Хэнк Уорден — служащий бильярдной

## Номинации
- 1982 — Каннский кинофестиваль
  - Золотая пальмовая ветвь — Вим Вендерс
- 1984 — Премия имени Эдгара Аллана По
  - Лучший художественный фильм — Деннис О'Флаерти, Росс Томас